# Kasia Kurzawska
Kasia Kurzawska, właśc. Katarzyna Kurzawska (ur. 8 lipca 1982 w Poznaniu) – polska wokalistka.

## Życiorys
Jako dziecko śpiewała w zespole i brała udział w konkursach wokalnych. Później zaczęła pierwsze próby z pisaniem tekstów i muzyki do piosenek religijnych. W październiku 2003 została wokalistką zespołu SOFA. Pierwszy koncert z SOFĄ zaśpiewała 8 stycznia 2004. Natomiast 12 maja 2006 roku ukazała się debiutancka płyta zespołu pod tytułem Many Stylez, na której Kurzawska oprócz śpiewu jest także współautorką tekstów i muzyki.
W 2005 roku współpracowała z zespołem Kobranocka na płycie Sterowany jest ten świat. W 2006 roku, wraz z zespołem SOFA, zaśpiewała utwór S.Dreams, a także solo, utwór Close Your Eyes na trzeciej płycie Andrzeja Smolika pt. 3. Wzięła również udział w pierwszym polskim koncercie z serii MTV Unplugged zarejestrowanym w listopadzie 2006 roku, towarzysząc Kayah.

## Dyskografia
Notowane utwory
| Tytuł                                                                        | Rok  | Pozycja na liście | Album |
| Tytuł                                                                        | Rok  | LP3               | Album |
| ---------------------------------------------------------------------------- | ---- | ----------------- | ----- |
| Andrzej Smolik – "C.Y.E. (Close Your Eyes)" (gościnnie: Katarzyna Kurzawska) | 2006 | 1                 | 3     |

Inne
| Album               | Rok  | Utwór                                                 | Źródło |
| ------------------- | ---- | ----------------------------------------------------- | ------ |
| Andrzej Smolik – 3  | 2006 | gościnnie śpiew w utworze "C.Y.E. (Close Your Eyes)"  | [ 6 ]  |
| Andrzej Smolik – 4  | 2010 | gościnnie śpiew w utworze "Never Sing The Love Songs" | [ 7 ]  |
| Novika – Lovefinder | 2010 | gościnnie śpiew w utworze "Daily Routines"            | [ 8 ]  |